# Ruth Sobotka
Pour les articles homonymes, voir Sobotka.
Ruth Sobotka, née le 4 septembre 1925 à Vienne, en Autriche, et morte le 17 juin 1967 à New York est une danseuse et actrice, conceptrice de costumes, directrice artistique, et peintre.

## Biographie
Ruth Sobotka rencontre le réalisateur américain Stanley Kubrick en 1952 lors du tournage de Fear and Desire. Ils se marient le 15 janvier 1955 et divorceront en 1957.
Ruth Sobotka, fait une apparition dans le film Le Baiser du tueur (Killer's Kiss), tourné en 1954 par Kubrick.